# Tổ chức Đoàn kết Nhân dân Á - Phi
Tổ chức đoàn kết nhân dân Á - Phi (viết tắt tiếng Anh là AAPSO) là một tổ chức quốc tế mang tính quần chúng được thành lập với mục đích thống nhất cuộc đấu tranh của các dân tộc ở châu Á và châu Phi chống lại chủ nghĩa đế quốc, chủ nghĩa thực dân cũ và mới, chủ nghĩa phân biệt chủng tộc và chủ nghĩa Sion vì sự phát triển kinh tế, văn hóa - xã hội ở các nước Á - Phi.
Tổ chức ban đầu được thành lập với tên gọi Ủy ban đoàn kết các nước Á - Phi tại Hội nghị đoàn kết nhân dân Á - Phi lần thứ nhất vào tháng 12 năm 1957, đổi tên là AAPSO tại Đại hội lần thứ hai ở Conakry, Guinea tháng 4 năm 1960, trụ sở đặt tại Cairo, Ai Cập. Thành viên của tổ chức bao gồm các đảng phái, các tổ chức giải phóng dân tộc. AAPSO được sáng lập bởi Ủy ban đoàn kết Xô Viết các nước Á - Phi, tính đến năm 1979 có 80 tổ chức thành viên. Liên hiệp Công đoàn Thế giới, Liên hiệp Thanh niên Dân chủ Thế giới, Liên đoàn Phụ nữ Dân chủ Quốc tế và Hội đồng Hòa bình Thế giới đóng vai trò quan sát viên.